# Попень (гміна Рогув)
Попень (пол. Popień) — село в Польщі, у гміні Рогув Бжезінського повіту Лодзинського воєводства.
Населення — 126 осіб (2011).
У 1975-1998 роках село належало до Скерневицького воєводства.

## Демографія
Демографічна структура станом на 31 березня 2011 року:
|          | Загалом | Допрацездатний вік | Працездатний вік | Постпрацездатний вік |
| -------- | ------- | ------------------ | ---------------- | -------------------- |
| Чоловіки | 63      | 10                 | 43               | 10                   |
| Жінки    | 63      | 9                  | 36               | 18                   |
| Разом    | 126     | 19                 | 79               | 28                   |